# Percilia
Percilia är ett släkte av fiskar. Percilia ingår i familjen Perciliidae.
Arterna förekommer bara i Chile i sötvattenansamlingar. Det vetenskapliga namnet är bildat av det grekiska ordet perké (abborre).
Percilia är enda släktet i familjen Perciliidae. Ibland infogas släktet i familjen Percichthyidae.
Arter enligt Catalogue of Life:
- Percilia gillissi
- Percilia irwini